# Sessilistigma
Sessilistigma é um género botânico pertencente à família Iridaceae.